# Seved Ribbing (1552–1613)
Seved Ribbing, född 6 mars (fastlagssöndagen) 1552, död 29 juni 1613, riksråd och riksskattmästare. Sonson till Knut Pedersson Ribbing.
Han tjänade redan år 1580 vid Johan III:s hov. 1582 var han en av dem som undertecknade rådets och adels försäkran med avseende på stadgan om kunglig och furstlig rättighet, och stod högt i konungens ynnest, vilket framgår bland annat av att han av honom fick flera förläningar i Västergötland, där han även 1588 skötte lagmanstjänst. 1591 utnämndes Ribbing till kungens hovmarskalk. I de följande inbördes striderna verkar Ribbing hållit sig neutral, i den utsträckning detta var möjligt, och fick på grund av detta förtroendet av kung Sigismund att i Västergötland mottaga allmänhetens skriftliga trohetsed. Senare ställde han sig dock på hertigens sida.
Man finner hans namn under ständernas beslut i Söderköpings riksdag 1595, i Arboga 1597 samt i Jönköping 1599, och han lär ha varit en av dem som utsågs till domare över rådsherrarna i Linköping 1600. Dock har han inte skrivit under domen. 1604 blev han medlem av lagkommissionen och representerade i denna det konungska elementet. På sommaren samma år fick han, dock utan att ännu vara medlem av riksrådet, fullmakt att vara "rickzens öffwerste rentemästare", med uppdrag att hålla god "politieordning" och tillse att med "riksens inkomst må desto upriktigere och troligare tillgå". Vid 1605 års riksdag i Stockholm utsågs han till bisittare i domstolen över Hogenskild Bielke, men inte heller denna dom undertecknade han. Mot slutet av året mottog han i förläning åtskilliga gårdar, som förut tillhört den dömde. Vid denna tid inkallades han även i rådet.
Under konungens frånvaro hösten 1605 ska Ribbing ha varit medlem av den då tillförordnade regeringen. 1606 var han en bland den våldsamme ärkebiskopen Abraham Angermannus' domare. 1607 utnämndes han till lagman i Västergötland. Vid Karl IX:s kröning 1607 officierade Ribbing som riksskattmästare, på vilket ämbete han 1612, efter Gustav II Adolfs tronbestigning, fick bekräftelse. Genom Karl IX:s testamente insattes han till medlem av Gustav II Adolfs kortvariga förmyndarregering. Som riksskattmästare i de mest bekymmersamma tider måste han ofta genom förstärkningar ur egen kassa fylla vad som fattades i kronans.
Gift 1585 med Anna Eriksdotter Gyllenstierna af Lundholm, (1562—1605), makarna begravdes i Riddarholmskyrkan.
Barn
1. Erik (1586–1611), död vid belägringen av Kalmar.
2. Anna (1587–1622), kammarjungfru hos drottning Kristina den äldre.
3. Sven (1588–1640), hovråd hos hertig Johan av Östergötland.
4. Nils (1590–1641), ståthållare på Kalmar slott.
5. Christina, (1593—1656) gift med hertigens halvbror Karl Karlsson Gyllenhielm.
6. Elisabet, (1596—1662) hemligt gift 1620—1622 med hertig Karl Filip av Sverige, senare gift med landshövding Knut Lilliehöök.
7. Bengt (1599–1620), student vid Universitetet i Leiden.